# Congrès pour la République (Niger)
Le Congrès pour la République (abrégé CPR-Inganci) est un parti politique du Niger.
Le parti est fondé par l'ancien maire de Maradi, Kassoum Moctar, en septembre 2014.

## Résultats

### Élections présidentielles
| Année | Candidat       | 1er tour | 1er tour | Résultat |
| Année | Candidat       | Voix     | %        | Résultat |
| ----- | -------------- | -------- | -------- | -------- |
| 2016  | Moctar Kassoum | 135 176  | 2,91 %   | Battu    |

### Élections législatives
| Année | Voix    | %    | Élus    | Rang | Gouvernement |
| ----- | ------- | ---- | ------- | ---- | ------------ |
| 2016  | 122 573 | 2,57 | 3 / 171 | 10e  | Rafini II    |
| 2020  | 195 704 | 4,17 | 8 / 166 | 6e   | Mahamadou    |